# Criminalità in Corea del Nord

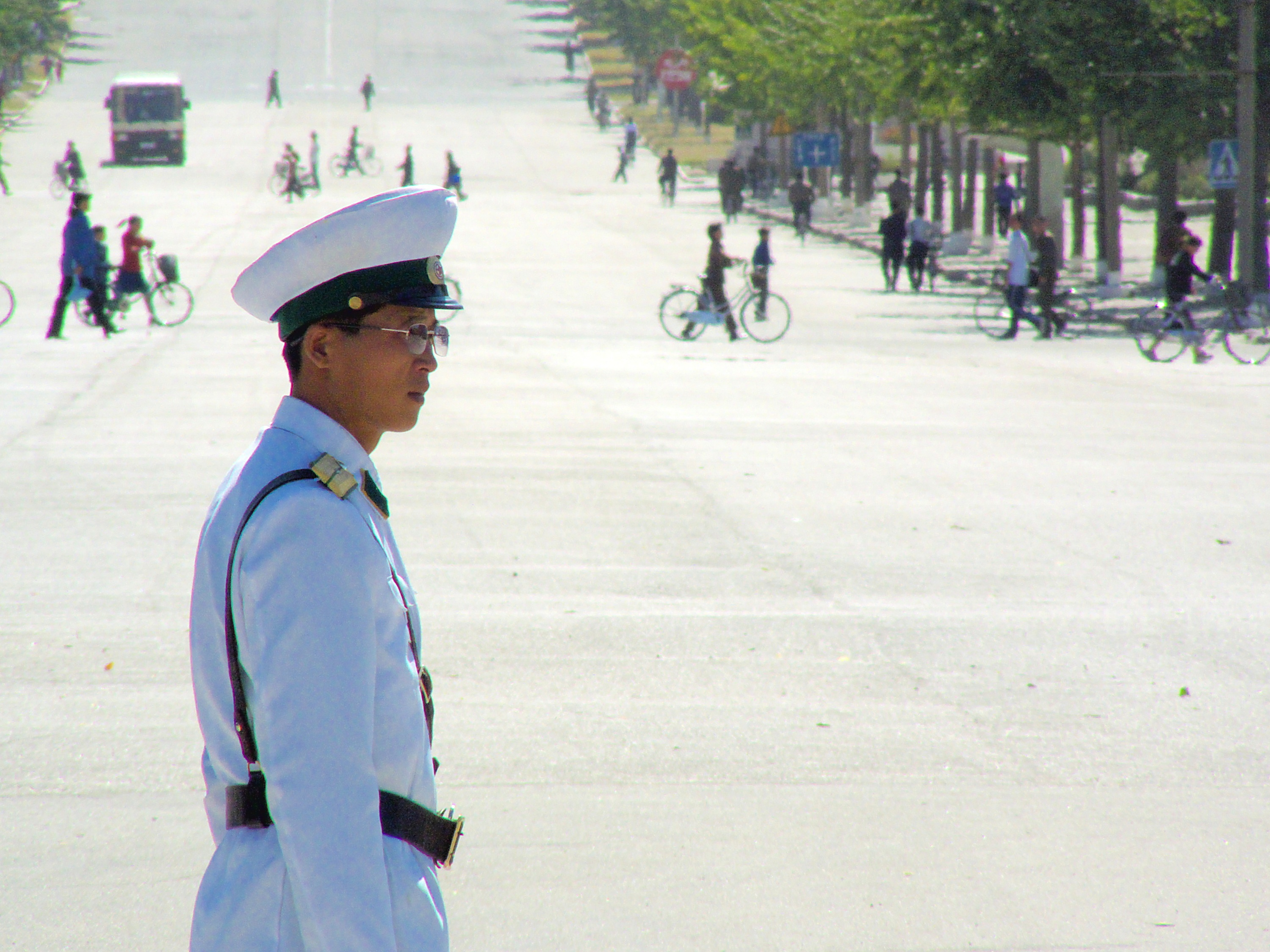
Un poliziotto nordcoreano sovrintende il traffico stradale a Kaesong, Corea del Nord, 2008.

La criminalità è presente in varie forme nella Corea del Nord.

## Crimini per tipo

### Omicidio
Una ricerca del 2014 dell’istituto nazionale per l'unificazione della Corea sui diritti umani nella Corea del Nord, elenca dodici esecuzioni pubbliche tra il 2004 e il 2010 per reato di omicidio. Tra le vittime di omicidi c'erano amanti, un coniuge, un creditore e un amministratore dell'ospedale.

### Cannibalismo
Molte persone in Corea del Nord si trovano in uno stato di povertà e, di conseguenza, ricorrono spesso a misure estreme per sopravvivere. Durante la grande carestia che durò dal 1994 al 1998 da alcuni disertori iniziarono a diffondersi voci secondo cui avvenivano episodi di commercio di carne umana.

### Casi di serial killer
A causa della mancanza di informazioni, ci è noto un solo assassino seriale nordcoreano, tale Park Myung-sik, che avrebbe ucciso 12 studenti minorenni per motivi personali. Nonostante le fonti nordcoreane indichino lui come il solo serial killer che operò nella nazione, non è assurdo presumere che ce ne siano molti altri, soprattutto a causa dello stato in cui versa la Corea del Nord.

### Crimini a sfondo politico
Nella Corea del Nord, ogni critica ai capi politici del paese è considerata una grave offesa. Anche il tradimento è preso molto sul serio; esso può includere il tentativo di scappare in Corea del Sud o semplicemente lodare qualsiasi aspetto della cultura sudcoreana. Anche attraversare il confine settentrionale con la Cina o Russia è illegale, ma questa legge viene applicata con meno rigidità a causa del gran numero di nordcoreani che attraversano il confine in cerca di lavoro.
La critica o il rifiuto dei principi socialisti è un altro grave crimine politico. Questa categoria di reato comprende tutto ciò che minaccia il sistema socialista, ad esempio la gestione di un'impresa privata o il furto di prodotti agricoli come mais, riso o patate.

### Stranieri accusati di crimini contro la Corea del Nord
Un piccolo numero di cittadini statunitensi è stato accusato in Corea del Nord a causa di presunti crimini contro la nazione. Ciò comprende sconfinare illegalmente nel paese o mostrare segni di ostilità nei confronti del paese. Due inviati speciali statunitensi sono stati condannati ai lavori forzati dopo essere stati giudicati colpevoli di crimini contro la nazione. Furono liberati più tardi lo stesso anno, quando Bill Clinton visitò il presidente nordcoreano Kim Jong-il per negoziare il loro rilascio. Nell'aprile 2013, l'operatore turistico statunitense Kenneth Bae, noto anche come Pae Jun-ho, è stato accusato di complottare per rovesciare il governo nordcoreano. I media di Stato hanno riferito che erano presenti prove a sostegno dell'accusa. Da allora è stato rilasciato e gli è stato permesso di tornare negli Stati Uniti. Secondo la legge della Corea del Nord, un tale atto è punibile con l'ergastolo o la morte.

### Prostituzione e matrimoni infantili
La prostituzione in Corea del Nord è illegale e, secondo il governo nordcoreano, non esiste. Tuttavia, è stato riferito che il governo impiega circa 2.000 donne, note come Kippumjo, per fornire servizi sessuali a funzionari di alto rango. Il traffico di esseri umani è largamente diffuso all'interno del paese; le donne e le ragazze sono spesso vendute all'estero, principalmente in Cina, dove sono soggette a prostituzione forzata o matrimonio forzato. Altri possono migrare volontariamente in Cina, per poi essere rapiti dai trafficanti all'arrivo.

### Corruzione
La corruzione nella Corea del Nord è un problema molto diffuso ed è in crescita nel Paese. È classificato al 174º posto su 176 Paesi nell'indice di percezione della corruzione del 2012 di Transparency International, insieme alla Somalia e l'Afghanistan, rendendo il paese una delle "nazioni" più corrotte al mondo. Norme e punizioni severe sono imposte dal regime, ad esempio, l'accesso ai media stranieri, sono comunemente eluse corrompendo la polizia.
Informare sui colleghi e familiari è diventato meno comune.